# گرده (مجارستان)
گِردِه (به مجاری:  Gerde) یک شهرداری در مجارستان است که در ناحیه سنت‌لورینتس واقع شده‌است. گرد ۱۲٫۷۶ کیلومتر مربع مساحت و ۵۸۹ نفر جمعیت دارد.